# Бронепалубні крейсери типу «Пантера»
Крейсери класу «Пантера» (нім. SMS Panther, угор. Panther-osztályu) належали до Військово-морських сил Австро-Угорської імперії. Два крейсери «Пантера», «Леопард» збудували у Британії наприкінці XIX ст. За аналогом на верфі Трієста збудували модернізований крейсер «Тигр», який був більшим і краще озброєним. Для захисту важливих зон корабель мав панцерну палубу. Їх віднесли до торпедних крейсерів, перекваліфікували 1903 крейсери ІІІ класу, а 1909 на легкі крейсери.

## Історія
У вересні 1884 командуючий Військово-морськими силами Австро-Угорщини віце-адмірал М. фон Штернек надав меморандум про необхідність будівництва торпедних крейсерів, які повинні були атакувати ворожі кораблі торпедами, здійснювати озброєне патрулювання, розвідку. Їхня тоннажність мала становити до 1500 т, швидкість 18-19 вузлів.
Нові крейсери мали стати лідерами для флотилій торпедних човнів. Основним озброєнням крейсерів були чотири 350 мм торпедні апарати, розташовані на кормі, по бортах, форштевні. Дві 120 мм гармати фірми Круппа замінили 1909 на чотири 70 мм гармати. Чотири 47 мм гармати і шість 5-дульних 37 мм гармат M1879 фірми Гочкінса замінили 1891 на 10 малокаліберних 47 мм гармат.
В час Першої світової війни їх використовували для обстрілу узбережжя Чорногорії. На початку 1017 їх роззброїли, пристосувавши під казарми, для навчальної мети.

### Крейсер «Пантера»

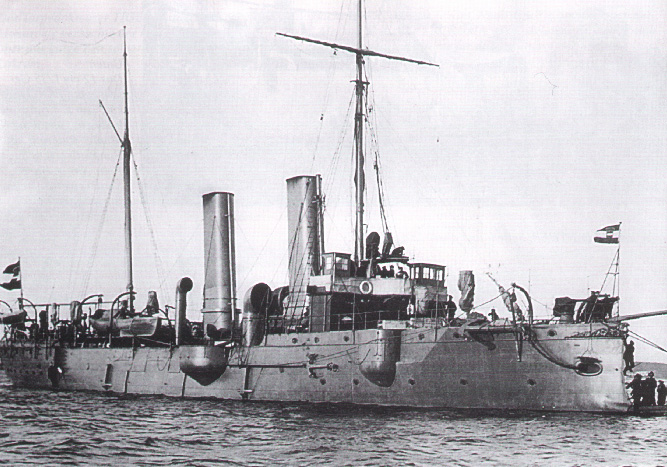
Крейсер «Пантера»

Крейсер «Пантера» став першим кораблем даного класу. Він був закладений на новій верфі у Ньюкаслі. Автором проекту був Вільям Генрі Вайт. Крейсер здійснив у 1896—1898 роках похід до Східної-Азії, відвідавши Суецький канал, Аден, Бомбей, Гонконг, Шанхай, Владивосток, порти Японії, Манілу, Сінгапур; у 1905—1906 роках до Ефіопії, Коломбо, Австралії, Нової Зеландії, Сінгапур; у 1909—1910 роках до Східної Азії. У 1914—1916 роках здійснював обстріли батарей у Чорногорії. 29 травня 1917 перетворений на навчальний корабель.
Його розрізали 1920 на металобрухт на верфі Мессіни.

### Крейсер «Леопард»

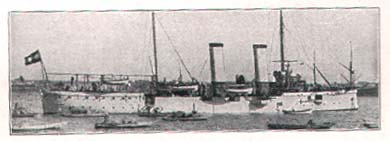
Крейсер «Леопард»

Крейсер виконував функції лідера флотилії торпедних катерів. Весною 1888 брав участь у світовій виставці в Барселоні, по дорозі звідки сів на мілину. У роках 1889—1896, 1910—1913 лічився у резерві флоту. З квітня 1897 брав участь у блокаді острова Крит. У жовтні 1900 здійснив річну подорож до Тихого океану для встановлення пам'ятного хреста морякам загиблого корабля «Альбатрос» на острові Гуадалканал та приєднався до інтернаціональної ескадри, що брала участь у придушенні Боксерського повстання у Китаї. З 20 вересня 1907 до 13 квітня 1909 перебував у портах Китаю.
Крейсер переозброювали 1891 (встановлення десяти 47 мм гармат) та 1910 роках, коли чотири 120 мм гармати замінили 70 мм швидкострільними.
15 червня 1914 крейсер вивели з діючого флоту, використовуючи як батарею оборони узбережжя біля Пули, сусідньому каналі Фазана. У бойових діях участі не брав. Після війни переданий Британії, яка продала його італійській верфі для порізки на металобрухт (1920).

### Крейсер «Тигр»

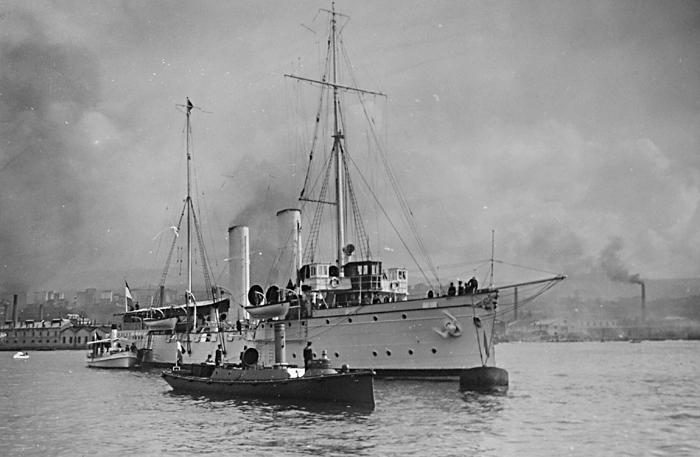
Крейсер «Тигр». 1906

Крейсер був покращеним варіантом крейсерів класу «Пантера», збудованим на військовій верфі Трієсту. Він був більшим за свої прототипи і мав потужніше озброєння. Крейсер здійснив похід до Балтійського і Північного морів у складі ескадри (1890), у березні 1897 охороняв транспорт з експедиційним корпусом у 88 тисяч вояків на острів Крит. Його роззброїли 1906 і перебудували на адміральську яхту «Lacroma», перейменувавши на честь острова біля Дубровника. На яхті залишили дві 47 мм гармати фірми Шкода і чотири багатодульні фірми Гочкінса, які остаточно усунули 1915 року.
Після завершення війни яхту передали Югославії, а 1920 продали для порізки на металобрухт до Італії.